# 三丁目の夕日
『三丁目の夕日』（さんちょうめのゆうひ）は、西岸良平による日本の漫画作品。および、それを原作としたアニメ、実写映画作品。『ビッグコミックオリジナル』（小学館）にて、1974年9月20日号より連載中。しかし、2013年4月20日号に体力の衰えなどの理由に『月イチ掲載のごあいさつ』を行い、以降は毎月1本（ビッグコミックオリジナルは毎月2回発行）の連載となる。1981年度小学館漫画賞を受賞。2007年10月時点で累計発行部数は1800万部を突破している。映画『ALWAYS 三丁目の夕日』（主演・吉岡秀隆）の原作である。
昭和30年代（=1955年～1964年）の東京、その片隅にある架空の街「夕日町三丁目」を舞台に、そこに住む無名の人々の日常を描いている。

## 概要
一貫したストーリーは無い、一話完結型の作品。連載開始から40年以上経った2021年現在も連載が続く、大長寿漫画となった。中学国語の教科書に教材として掲載されたこともある。
登場人物はレギュラーのみのもの、その話に関係ある名前がついた1話だけの大人や学生のキャラクターを中心としているものの2種類がある。また、子供のレギュラーのキャラクターでも、子供が成長して学生になったり、就職したり、結婚したりする話がある。キャラクターの名前の一部は実在の人物や世相をもじったものも多い。キャラクターの家庭のほとんどは、何らかの形で不遇である。家業が倒産したり、親や兄弟を失っていたり、病気になっていたりする。
キャラクターの時系列は考慮していない。小学生の加藤姉弟の祖母が死去した後に元気な姿で登場したり、4年3組の児童が5年に進級した話の後に4年生として登場したりする。
単行本には『夕焼けの詩』というタイトルが付いているが、これは西岸の複数の作品が合わせて収録されているため、あくまで西岸の作品集という体裁で単行本固有のタイトルにしたものである。ただし収録作品のほとんどは『三丁目の夕日』からのものになっている。
『夕焼けの詩』第1巻の作品はすべて『プロフェッショナル列伝』（『三丁目の夕日』の前に西岸が同誌で連載していた作品）、2巻・7巻は西岸のデビュー作及び初期の短編集となっている。他にも4巻に収録の「かくれんぼ」「振り子時計の下」、5巻の「サーカスの夜」「星ガメの夢」「五月の逃亡者」、6巻の「幻海紀行」、7巻の「影絵の部屋」、9巻の「涼子の不思議な力」「僕たちの青春」、10巻の「海岸通り」、11巻の「虹色坂の怪」、16巻の「海の動物園」、20巻の「コスモゾーン」などの一部の話は、『ビッグコミックオリジナル』増刊号などに掲載された読み切り短編である。なお、近年発売のコンビニ販売の廉価版「My First Big」シリーズ（「三丁目の夕日 決定版」シリーズ、「三丁目の夕日 昭和歳時記」シリーズ）、傑作集、文庫版、他特別編などは、すべて3巻以降からの収録である（コンビニ廉価版には、『三丁目の夕日』内の作品扱いとして、4巻以降の読み切り短編が掲載されているものがある）。
2002年にはアニメ『釣りバカ日誌』（東映アニメーション製作、テレビ朝日系で放送）のCM枠である『ビッグコミックオリジナルCM劇場』の中で数秒間、水彩画風のアニメーションが流されている。また、1979年から1980年にかけて、太陽神戸銀行（後のさくら銀行。現：三井住友銀行）の雑誌広告やポスターに起用されていた。

## 書誌情報
- 西岸良平 『三丁目の夕日 夕焼けの詩』 小学館〈ビッグコミックス〉、既刊71巻（2024年6月28日現在）
  1. 「プロフェッショナル列伝」1975年9月29日発売[3]、ISBN 4-09-180061-0
  2. 「レモンティーのみた夢」1975年10月28日発売[4]、ISBN 4-09-180062-9
  3. 「三丁目の夕日」1975年11月28日発売[5]、ISBN 4-09-180063-7
  4. 「かくれんぼ」1976年11月30日発売[6]、ISBN 4-09-180064-5
  5. 「サーカスの夜」1977年10月31日発売[7]、ISBN 4-09-180065-3
  6. 「幻海紀行」1978年7月28日発売[8]、ISBN 4-09-180066-1
  7. 「千夜一夜劇場」1978年8月28日発売[9]、ISBN 4-09-180067-X
  8. 「別れ道」1979年8月29日発売[10]、ISBN 4-09-180068-8
  9. 「僕たちの青春」1979年9月28日発売[11]、ISBN 4-09-180069-6
  10. 「糸でんわ」1980年8月28日発売[12]、ISBN 4-09-180070-X
  11. 「虹色坂の怪」1980年9月29日発売[13]、ISBN 4-09-180291-5
  12. 「遠い雷」1981年11月28日発売[14]、ISBN 4-09-180292-3
  13. 「雪うさぎ」1981年12月19日発売[15]、ISBN 4-09-180293-1
  14. 「千代紙・折り紙」1982年11月27日発売[16]、ISBN 4-09-180294-X
  15. 「わたしの青空」1982年12月17日発売[17]、ISBN 4-09-180295-8
  16. 「一番星みつけた」1983年11月30日発売[18]、ISBN 4-09-180296-6
  17. 「都電通り」1983年12月17日発売[19]、ISBN 4-09-180297-4
  18. 「ストーブリーグ」1985年1月30日発売[20]、ISBN 4-09-180298-2
  19. 「幸せの風景」1985年2月28日発売[21]、ISBN 4-09-180299-0
  20. 「それぞれの秋」1985年10月30日発売[22]、ISBN 4-09-180300-8
  21. 「ブリキの鉄砲」1986年2月28日発売[23]、ISBN 4-09-180881-6
  22. 「サンセット33」1986年8月30日発売[24]、ISBN 4-09-180882-4
  23. 「走馬灯」1987年1月30日発売[25]、ISBN 4-09-180883-2
  24. 「お父さんのひざ」1987年7月30日発売[26]、ISBN 4-09-180884-0
  25. 「雲の絵本」1988年2月29日発売[27]、ISBN 4-09-180885-9
  26. 「僕のラッキー」1988年9月30日発売[28]、ISBN 4-09-180886-7
  27. 「てぶくろ」1989年3月30日発売[29]、ISBN 4-09-180887-5
  28. 「三丁目動物記」1989年10月30日発売[30]、ISBN 4-09-180888-3
  29. 「回転木馬」1990年5月30日発売[31]、ISBN 4-09-180889-1
  30. 「不思議な少年」1990年11月30日発売[32]、ISBN 4-09-180890-5
  31. 「三丁目探偵団」1991年9月30日発売[33]、ISBN 4-09-182701-2
  32. 「夏の旅」1992年5月29日発売[34]、ISBN 4-09-182702-0
  33. 「水たまり」1993年4月28日発売[35]、ISBN 4-09-182703-9
  34. 「鈴木一平の冒険」1994年3月30日発売[36]、ISBN 4-09-182704-7
  35. 「犬のお使い」1995年5月30日発売[37]、ISBN 4-09-182705-5
  36. 「ガリ版」1996年1月30日発売[38]、ISBN 4-09-182706-3
  37. 「木登り」1996年5月30日発売[39]、ISBN 4-09-182707-1
  38. 「秘密の楽園」1996年10月30日発売[40]、ISBN 4-09-182708-X
  39. 「修学旅行」1997年4月30日発売[41]、ISBN 4-09-182709-8
  40. 「男と女と猫」1997年12月19日発売[42]、ISBN 4-09-182710-1
  41. 「おあばあちゃん子」1998年6月30日発売[43]、ISBN 4-09-185091-X
  42. 「迷子」1999年3月30日発売[44]、ISBN 4-09-185092-8
  43. 「写真館の美女」1999年11月30日発売[45]、ISBN 4-09-185093-6
  44. 「ハロウィン」2000年7月29日発売[46]、ISBN 4-09-185094-4
  45. 「居酒屋やまふじ」2001年4月26日発売[47]、ISBN 4-09-185095-2
  46. 「ガスタンクの秘密」2001年11月30日発売[48]、ISBN 4-09-185096-0
  47. 「狸温泉」2002年11月30日発売[49]、ISBN 4-09-185097-9
  48. 「抹殺指令」2003年6月30日発売[50]、ISBN 4-09-185098-7
  49. 「潮騒」2004年1月30日発売[51]、ISBN 4-09-185099-5
  50. 「ボート池」2004年9月30日発売[52]、ISBN 4-09-185100-2
  51. 「飼育当番」2005年9月30日発売[53]、ISBN 4-09-187631-5
  52. 「ライスカレー」2006年6月30日発売[54]、ISBN 4-09-180499-3
  53. 「虹」2007年2月28日発売[55]、ISBN 978-4-09-181097-7
  54. 「雪の犬」2007年11月30日発売[56]、ISBN 978-4-09-181554-5
  55. 「看板娘」2008年6月30日発売[57]、ISBN 978-4-09-182027-3
  56. 「幽霊博士」2009年4月30日発売[58]、ISBN 978-4-09-182488-2
  57. 「遠い世界に」2009年12月26日発売[59]、ISBN 978-4-09-182793-7
  58. 「三丁目竹取物語」2010年7月30日発売[60]、ISBN 978-4-09-183368-6
  59. 「雨のレクイエム」2011年11月30日発売[61]、ISBN 978-4-09-183728-8
  60. 「星になった犬」2012年3月30日発売[62]、ISBN 978-4-09-184325-8
  61. 「勝鬨橋」2013年3月29日発売[63]、ISBN 978-4-09-185068-3
  62. 「日曜大工」2014年3月28日発売[64]、ISBN 978-4-09-186055-2
  63. 「シュミットさん」2015年3月30日発売[65]、ISBN 978-4-09-186824-4
  64. 「時の蛙」2016年3月30日発売[66]、ISBN 978-4-09-187526-6
  65. 「火星の土地」2017年11月30日発売[67]、ISBN 978-4-09-189427-4
  66. 「お絵描き歌」2019年8月30日発売[68]、ISBN 978-4-09-860392-3
  67. 「夜のおつかい」2020年1月30日発売[69]、ISBN 978-4-09-860534-7
  68. 「黒猫誘拐事件」2021年3月30日発売[70]、ISBN 978-4-09-860877-5
  69. 「社長の猫」2022年5月30日発売[71]、ISBN 978-4-09-861351-9
  70. 「わらべ歌」2023年6月29日発売[72]、ISBN 978-4-09-861733-3
  71. 「夢の続き」2024年6月28日発売[73]、ISBN 978-4-09-862787-5

## アニメ版
1990年10月12日から1991年3月22日までの半年間、本作を原作としたアニメ作品がMBSが製作、TBS系全国ネットで放映された（毎週金曜19:00 - 19:28）。
しかし、秋山宇宙飛行士特番「日本人初!宇宙へ」や、1991年1月18日放送予定分が湾岸戦争特番等で、十分に放送出来なかった。
ほとんどの地域では第18話を以って早々に放送を打ち切り、後半エピソードは1991年4月13日（毎週土曜17:00 - 17:30）から同年10月6日までの間、MBSのみの関西ローカル放送となった（後年関東地方で全エピソードがUHF系放送局にて再放送。北海道放送（HBC）でも2003年10月から2004年3月にかけて毎週日曜日 6:00 - 6:30に全エピソードを放送した）。
金曜でのMBS制作・TBS系列の全国ネットアニメは、木曜深夜から移動した「スーパーアニメイズム」まで28年と3ヶ月間放送がなかった。

### 放映リスト
| 回 | 放映日          | サブタイトル               | 脚本     | (絵コンテ) 演出   | 作監     | 美術       |
| -- | --------------- | -------------------------- | -------- | ----------------- | -------- | ---------- |
| 1  | 1990年 10月12日 | いたずら教室               | 萩田寛子 | 小熊公晴          | 村田雅彦 | 柴田千佳子 |
| 1  | 1990年 10月12日 | 宇宙人襲来                 | 並木敏   | 小熊公晴          | 阿部司   | 吉崎正樹   |
| 2  | 10月19日        | 秘密の宝物                 | 並木敏   | 小熊公晴          | 石黒育   | 下道一範   |
| 2  | 10月19日        | 日光写真                   | 岸間信明 | 前田庸生          | 坂本英明 | 下道一範   |
| 3  | 10月26日        | 運動会                     | 萩田寛子 | 前田庸生          | 野村誠司 | 下道一範   |
| 3  | 10月26日        | 風車                       | 萩田寛子 | 前田庸生          | 村田雅彦 | 亀谷三良   |
| 4  | 11月9日         | パパはお金持ち             | 萩田寛子 | 原田益次          | 坂本英明 | 阿部行夫   |
| 4  | 11月9日         | 道草                       | 並木敏   | 前田庸生          | 前田庸生 | 亀谷三良   |
| 5  | 11月16日        | フランケン先生             | 萩田寛子 | 原田益次          | 高野登   | 亀谷三良   |
| 5  | 11月16日        | 千歳飴                     | 萩田寛子 | 棚澤隆            | 石黒育   | 柴田千佳子 |
| 6  | 11月23日        | それぞれの秋               | 萩田寛子 | 福富博            | 若山佳治 | 田村盛揮   |
| 6  | 11月23日        | 干いも兄ちゃん             | 並木敏   | 原田益次          | 坂本英明 | 吉崎正樹   |
| 7  | 11月30日        | 愛犬物語                   | 萩田寛子 | 小熊公晴          | 石黒育   | 下道一範   |
| 7  | 11月30日        | ないしょ話                 | 萩田寛子 | 福富博            | 若山佳治 | 田村盛揮   |
| 8  | 12月14日        | 新年会                     | 並木敏   | 福富博            | 若山佳治 | 田村盛揮   |
| 8  | 12月14日        | サンタが家にやってくる     | 萩田寛子 | 殿勝秀樹          | 高野登   | 下道一範   |
| 9  | 1991年 1月11日  | イナズマ五段               | 並木敏   | 原田益次          | 村田雅彦 | 亀谷三良   |
| 9  | 1991年 1月11日  | お年玉大作戦               | 並木敏   | 棚澤隆            | 野村誠司 | 吉崎正樹   |
| 10 | 1月25日         | 三丁目のドラネコ           | 萩田寛子 | 原田益次          | 野村誠司 | 亀谷三良   |
| 10 | 1月25日         | 流行性感冒(インフルエンザ) | 萩田寛子 | 原田益次          | 坂本英明 | 柴田千佳子 |
| 11 | 2月1日          | 鬼の来る夜                 | 萩田寛子 | 福富博            | 若山佳治 | 田村盛揮   |
| 11 | 2月1日          | 鉱石ラジオ                 | 萩田寛子 | 小熊公晴          | 坂本英明 | 吉崎正樹   |
| 12 | 2月8日          | 薄井文房具店               | 萩田寛子 | 棚澤隆            | 高野登   | 亀谷三良   |
| 12 | 2月8日          | 貯金箱                     | 萩田寛子 | 前園文夫          | 若山佳治 | 田村盛揮   |
| 13 | 2月15日         | マネービル                 | 並木敏   | (福富博) 前田庸生 | 石黒育   | 柴田千佳子 |
| 13 | 2月15日         | 僕のラッキー               | 並木敏   | 上妻晋作          | 下田正美 | 佐藤輝信   |
| 14 | 2月22日         | 所得倍増                   | 並木敏   | 原田益次          | 石黒育   | 吉崎正樹   |
| 14 | 2月22日         | 転校生                     |          | 原田益次          | 村田雅彦 | 本間薫     |
| 15 | 3月1日          | いつでも夢を               | 下道一範 | 原田益次          | 村田雅彦 |            |
| 15 | 3月1日          | スカスカ人生               | 並木敏   | 棚澤隆            | 高野登   | 亀谷三良   |
| 16 | 3月8日          | アイドルの条件             | 並木敏   | 前園文夫          | 若山佳治 | 田村盛揮   |
| 16 | 3月8日          | 縁側の人                   | 萩田寛子 | 棚澤隆            | 石黒育   | 水野尾純一 |
| 17 | 3月15日         | ゆううつな日曜日           | 並木敏   | 原田益次          | 高野登   | 吉崎正樹   |
| 17 | 3月15日         | コッペパンの日々           | 並木敏   | 小熊公晴          | 野村誠司 | 水野尾純一 |
| 18 | 3月22日         | さくら前線                 | 萩田寛子 | 福富博            | 若山佳治 | 田村盛揮   |
| 18 | 3月22日         | ケセラセラ                 | 石川良   | 小華和ためお      | 前田実   | 小出英男   |
| 19 | 4月13日         | 潮干狩り                   | 並木敏   | 原田益次          | 野村誠司 | 下道一範   |
| 19 | 4月13日         | 六さんの休日               | 並木敏   | 原田益次          | 高野登   | 柴田千佳子 |
| 20 | 4月20日         | ミッちゃんの初恋           | 萩田寛子 | 原田益次          | 村田雅彦 | 柴田千佳子 |
| 21 | 5月11日         | 鯉のぼり                   | 並木敏   | 小熊公晴          | 坂本英明 | 吉崎正樹   |
| 21 | 5月11日         | 五月の風                   | 萩田寛子 | 小熊公晴          | 石黒育   | 亀谷三良   |
| 22 | 5月18日         | 胸にかがやく銀の星         | 萩田寛子 | 小熊公晴          | 村田雅彦 | 亀谷三良   |
| 22 | 5月18日         | 嵐の中                     |          | 小熊公晴          | 野村誠司 | 吉崎正樹   |
| 23 | 5月25日         | 時の記念日                 | 並木敏   | 福富博            | 若山佳治 | 田村盛揮   |
| 23 | 5月25日         | 雨やどり                   | 前田庸生 | 木村哲            | 高野登   | 水野尾純一 |
| 24 | 7月13日         | 糸でんわ                   | 並木敏   | 小熊公晴          | 野村誠司 | 亀谷三良   |
| 24 | 7月13日         | 日曜のキャンバス           | 並木敏   | 前田庸生          | 坂本英明 | 下道一範   |
| 25 | 7月20日         | ミッちゃん海に行く         | 萩田寛子 | 原田益次          | 坂本英明 | 吉崎正樹   |
| 25 | 7月20日         | 夏の庭                     | 並木敏   | 前田庸生          | 村田雅彦 | 下道一範   |
| 26 | 8月24日         | 夕涼み                     | 前田庸生 | 原田益次          | 坂本英明 | 吉崎正樹   |
| 27 | 10月6日         | 秋の声                     | 岸間信明 | 前田庸生          | 石黒育   | 松岡聡     |
| 27 | 10月6日         | 夜明けのランナー           | 並木敏   | 原田益次          | 村田雅彦 | 吉崎正樹   |

### キャスト
- 鈴木一平:亀井芳子
- 北島三郎（サブちゃん）:川添なおみ
- 三浦雄一郎（ユウちゃん）:坂本千夏
- 鈴木則文、ナレーション:はせさん治
- 鈴木トモエ:池田昌子
- 星野六朗（六さん）、岡本次郎:岩田光央
- 大木戸ミチコ（ミッちゃん）:山田妙子
- 茶川竜之介（小説家・駄菓子屋の店主）、宅間先生（アクマ先生）他:北村弘一
- 大田キン（タバコ屋のおばあさん）:京田尚子
- 加藤ひろ子、お富さん 他:小宮和枝
- 鬼熊巡査:二又一成

- 辻村真人
- 折笠愛
- 稀代桜子
- 大滝進矢
- 佐々木優子
- 菅原淳一
- 曽我部和恭
- 坂上とし恵
- 小室正幸
- 瀬能礼子
- 田原アルノ
- 沢りつお
- 鷲角ゆかり
- 伊藤美紀
- 丸山裕子
- 松田達也

### スタッフ
- 企画:田代敦巳、藤原正道、井口亮
- 音楽:羽田健太郎
- 編集:古川雅士
- 撮影監督:杉村重郎
- 音響監督:藤山房延
- プロデューサー:対木重次、大場龍男、榎本恒幸、井口真一
- チーフディレクター:前田庸生
- 音楽協力:ユーメックス、東宝音楽出版
- 美術指定:本間薫
- 色彩設定:塚原良江
- 設定資料:荒川優子
- オープニング・エンディング美術:馬郡美保子
- 制作:東宝、グループ・タック、毎日放送

### 主題歌
オープニング
- 富田靖子（東芝EMI）
  - 『恋かくれんぼ』作詞:松井五郎、作曲:入江剣、編曲:白井良明

エンディング
- 森公美子
  - 『WHAT A WONDERFUL WORLD』作詞:ジョージ・デヴィッド・ワイス（英語版）、作曲:ジョージ・ダグラス、訳詞:湯川れい子、編曲:羽田健太郎
- 富田靖子（東芝EMI）
  - 『緑の宝石』作詞・作曲:高坂里佳、編曲:白井良明

挿入歌
- 下成佐登子
  - 『夕焼け日誌』

### 放送局
本放送期間中の放送局・放送状況のみ記載。
| 放送期間（または、放送体制）                                                                | 放送時間                              | 放送局                                             | 対象地域   | 備考   |
| ------------------------------------------------------------------------------------------- | ------------------------------------- | -------------------------------------------------- | ---------- | ------ |
| 1990年10月12日 - 1991年3月22日（第1話 - 第18話） 1991年4月13日 - 10月6日（第19話 - 第27話） | 金曜 19:00 - 19:30 土曜 17:00 - 17:30 | 毎日放送                                           | 近畿広域圏 | 製作局 |
| 1990年10月12日 - 1991年3月22日（第1話 - 第18話）                                            | 金曜 19:00 - 19:30                    | 毎日放送・あいテレビを除いた TBS系列全26局（当時） | 日本全域   |        |

| TBS系（本番組以後毎日放送制作） 金曜19時台前半 | TBS系（本番組以後毎日放送制作） 金曜19時台前半 | TBS系（本番組以後毎日放送制作） 金曜19時台前半 |
| 前番組                                         | 番組名                                         | 次番組                                         |
| ---------------------------------------------- | ---------------------------------------------- | ---------------------------------------------- |
| アッコのかるーく見てみたい                     | 三丁目の夕日 （1990年10月 - 1991年3月）        | 石坂・森口のくっきん夫婦                       |
| 毎日放送 土曜17時台前半                        |                                                |                                                |
| (不明)                                         | 三丁目の夕日 （1991年4月 - 9月）               | チエちゃん奮戦記 じゃりン子チエ                |

## 映画作品
2005年には『ALWAYS 三丁目の夕日』というタイトルで実写映画化され、大ヒットを記録した。2007年にはその続編として『ALWAYS 続・三丁目の夕日』が製作された。また2012年には『ALWAYS 三丁目の夕日'64』が3D映画として公開されている。
原作漫画は『ALWAYS 三丁目の夕日』公開直後に発売した『ビッグコミックオリジナル』で巻頭カラーになっているが、夕日町三丁目にやってきた謎の観光バスの乗客が汲取式便所やロクさんにさんざん文句を言って帰るという、映画版の設定改変やノスタルジー描写を逆手に取ったブラック・ユーモア回であった。

## 舞台作品
映画のヒットを受け、2008年に明治座にて舞台化された。映画とはストーリー、キャストがまったく異なり、新たな作品として制作された。